# C. Christensen (politiker)
 Der er flere personer med dette navn, se Christian Christensen.
Christen Christensen (født 29. maj 1811 i Voldum, død 14. august 1899) var en dansk fæstebonde og politiker. Han var medlem af Folketinget fra 1856 til 1864 hvor han tilsluttede sig Bondevennerne.

## Opvækst og erhverv
C. Christensen blev født i Voldum syd for Randers i 1811 som søn af fæstebonde Christen Rasmussen. Han fæstede selv sin fars fæstegård i Voldum fra 1837 og købte den til arvefæste i 1874. I 1882 overdrog han gården til sin søn.

## Politisk karriere
Christensen var sogneforstander i Voldum-Rud Kommune fra 1842 til 1847 og igen fra 1854 til 1856 og bestyrelsesmedlem i den lokale fattigkasse i flere år.
Han stillede op til Folketinget ved suppleringsvalget i Hørningkredsen som blev afholdt efter N.C. Condrup havde nedlagt sit mandat i 1856. Han vandt suppleringsvalget med 176 stemmer mod 46 stemmer til sognefoged Ebbestrup. Ved valget i 1858 vandt han ved kåring, og ved valget i 1861 vandt han ved afstemning over herredsfoged Hack Kampmann. I 1864 trak sig tilbage, og Kampmann blev valgt. Christensen tilsluttede sig i Folketinget A.F. Tschernings gruppe indenfor Bondevennerne.